# John Alexander Reina Newlands
John Alexander Reina Newlands (Londres, Inglaterra, 26 de novembro de 1837 — Londres, 29 de julho de 1898) foi um químico britânico.
Foi um químico industrial. Trabalhou em uma usina de açúcar, como químico chefe, e chegou a escrever um tratado sobre o açúcar.
Em 1863, Newlands propôs uma classificação dos elementos químicos. Ordenou os elementos químicos com propriedades semelhantes, em 8 grupos, nos quais os elementos semelhantes possuíam massas em uma relação de multiplicidade 8. Esta era a “Lei das Oitavas”, que buscava a ordenação dos elementos químicos seguindo o exemplo da música, como as notas musicais (dó, ré, mi, fá, sol, lá, si, dó, ré, mi, fá ...). Esta foi uma tentativa de ordenação dos elementos químicos, que mostrava uma certa periodicidade.
Seu trabalho ficou conhecido como Lei das "Oitavas de Newlands" , e pode-se dizer que em alguns aspectos fora a mais eficiente classificação dada aos elementos até então. Entretanto, em alguns casos essa regularidade não era observada; “… as propriedades do ferro não são parecidas com as do enxofre e as do oxigênio, e nem o comportamento do manganês lembra o do fósforo ou o do nitrogênio: enquanto o manganês e o ferro são elementos metálicos, duros e bons condutores térmicos e elétricos, o fósforo e o enxofre não têm características metálicas, são relativamente moles e maus condutores de calor e cargas elétricas”.
Assim, apesar de apresentar uma maior sofisticação que os anteriores e de constituir um importante passo ao estabelecimento definitivo da classificação periódica dos elementos, Newlands em sua tabela não encontrou grande receptividade entre os químicos da época. “Conta-se mesmo que, em ocasião em que Newlands exibia seu trabalho perante os membros da London Chemical Society, o físico Carey Foster teria perguntado a Newlands se este, por acaso, não teria descoberto também alguma lei distribuindo os elementos na ordem crescente das iniciais de seus nomes.
Muitos químicos não concordaram com a ideia de Newlands, até mesmo criticando-o, citando que Newlands poderia ter classificado os elementos segundo a ordem alfabética (George C. Foster, 1866).